# Skepen
Skepen är en sjö i Emmaboda kommun och Ronneby kommun i Småland och ingår i Nättrabyåns huvudavrinningsområde. Sjön är 4,8 meter djup, har en yta på 0,95 kvadratkilometer och befinner sig 102,2 meter över havet. Vid provfiske har bland annat abborre, braxen, gädda och mört fångats i sjön.

## Delavrinningsområde
Skepen ingår i det delavrinningsområde (626527-147632) som SMHI kallar för Mynnar i 626151-147817. Medelhöjden är 123 meter över havet och ytan är 16 kvadratkilometer. Det finns ett avrinningsområde uppströms, och räknas det in blir den ackumulerade arean 30,67 kvadratkilometer. Vattendraget som avvattnar avrinningsområdet har biflödesordning 3, vilket innebär att vattnet flödar genom totalt 3 vattendrag innan det når havet efter 38 kilometer. Avrinningsområdet består mestadels av skog (78 procent). Avrinningsområdet har 0,94 kvadratkilometer vattenytor vilket ger det en sjöprocent på 5,9 procent.

## Fisk
Vid provfiske har följande fisk fångats i sjön:
- Abborre
- Braxen
- Gädda
- Mört
- Sarv
- Sutare